# Agrilus hexastigmus
Agrilus hexastigmus es una especie de insecto del género Agrilus, familia Buprestidae, orden Coleoptera.
Fue descrita científicamente por Bourgoin, 1925.